# Donato Carretta
Donato Carretta (Lavello, 1891 – Roma, 18 settembre 1944) è stato un funzionario italiano, direttore del carcere dell'Asinara negli anni trenta e in seguito del carcere di Regina Coeli fino alla liberazione di Roma, noto per essere stato linciato durante il processo all'ex questore della città Pietro Caruso.

## Biografia

### Il processo a Pietro Caruso
Il 18 settembre 1944 a Roma, alle 9 del mattino, doveva aprirsi il processo a carico di Pietro Caruso, ex questore della capitale, e di Roberto Occhetto, suo segretario, entrambi accusati di corresponsabilità in decine di omicidi perpetrati dalle forze della Repubblica Sociale Italiana e della compilazione, insieme all'Obersturmbannführer Herbert Kappler e del ministro dell'interno della RSI Guido Buffarini Guidi, della lista di persone destinate ad essere uccise nell'eccidio delle Fosse Ardeatine.
Prima dell'apertura del processo presso il Palazzo di giustizia, una folla, che includeva parenti delle vittime, torturate o trucidate prima della liberazione di Roma, premeva sull'esiguo cordone di forze dell'ordine a presidio dell'edificio. Il cordone non riuscì a contenere la massa di persone, che si riversò all'interno al grido di "morte a Caruso", ma l'ex questore non era ancora presente in aula, trovandosi, ancora convalescente a causa delle ferite riportate nell'incidente con la sua automobile, avvenuto durante la sua cattura, in una branda collocata in una stanza secondaria.

### Il linciaggio

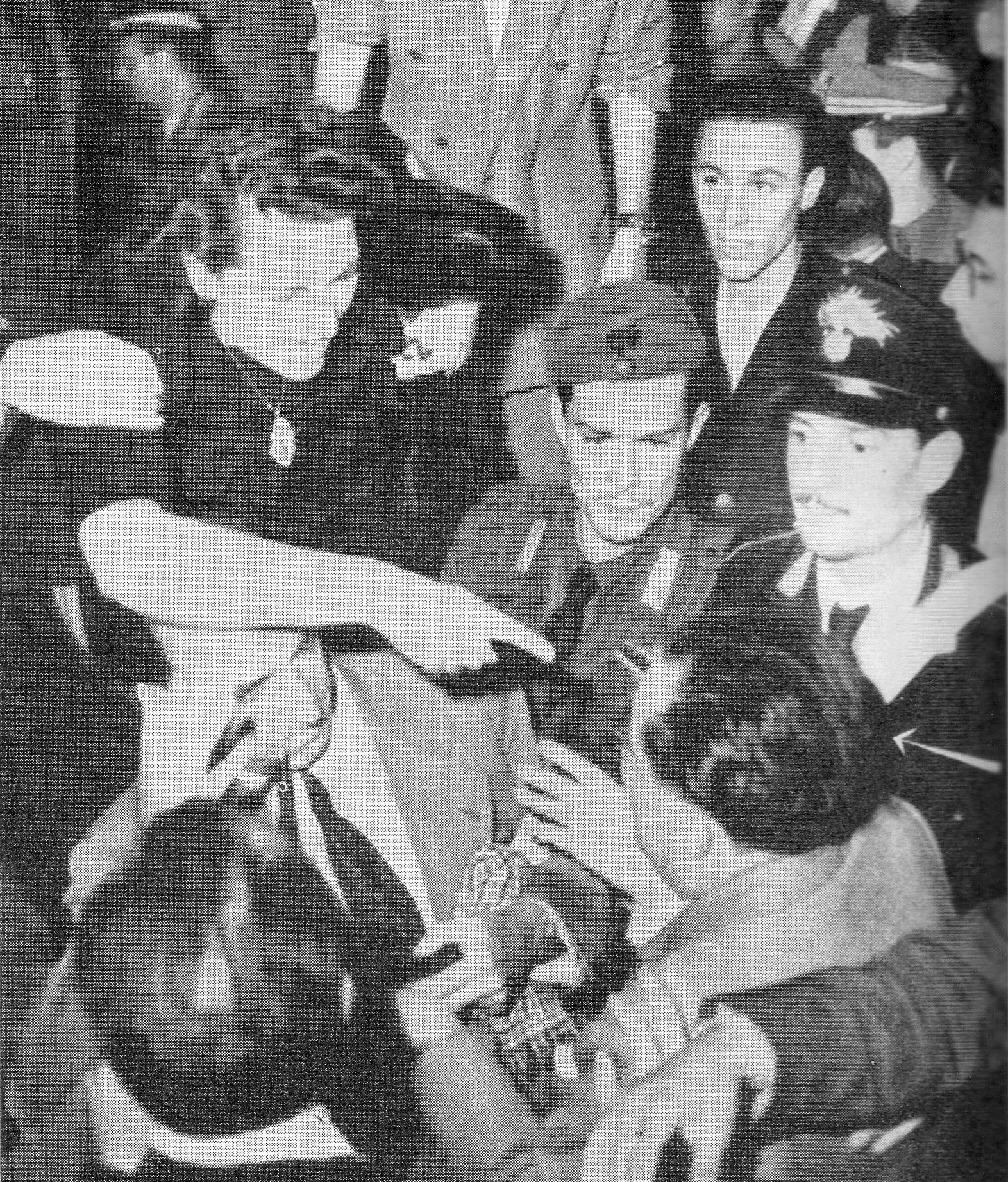
Carretta, accusato da una donna nel corso del processo contro Caruso

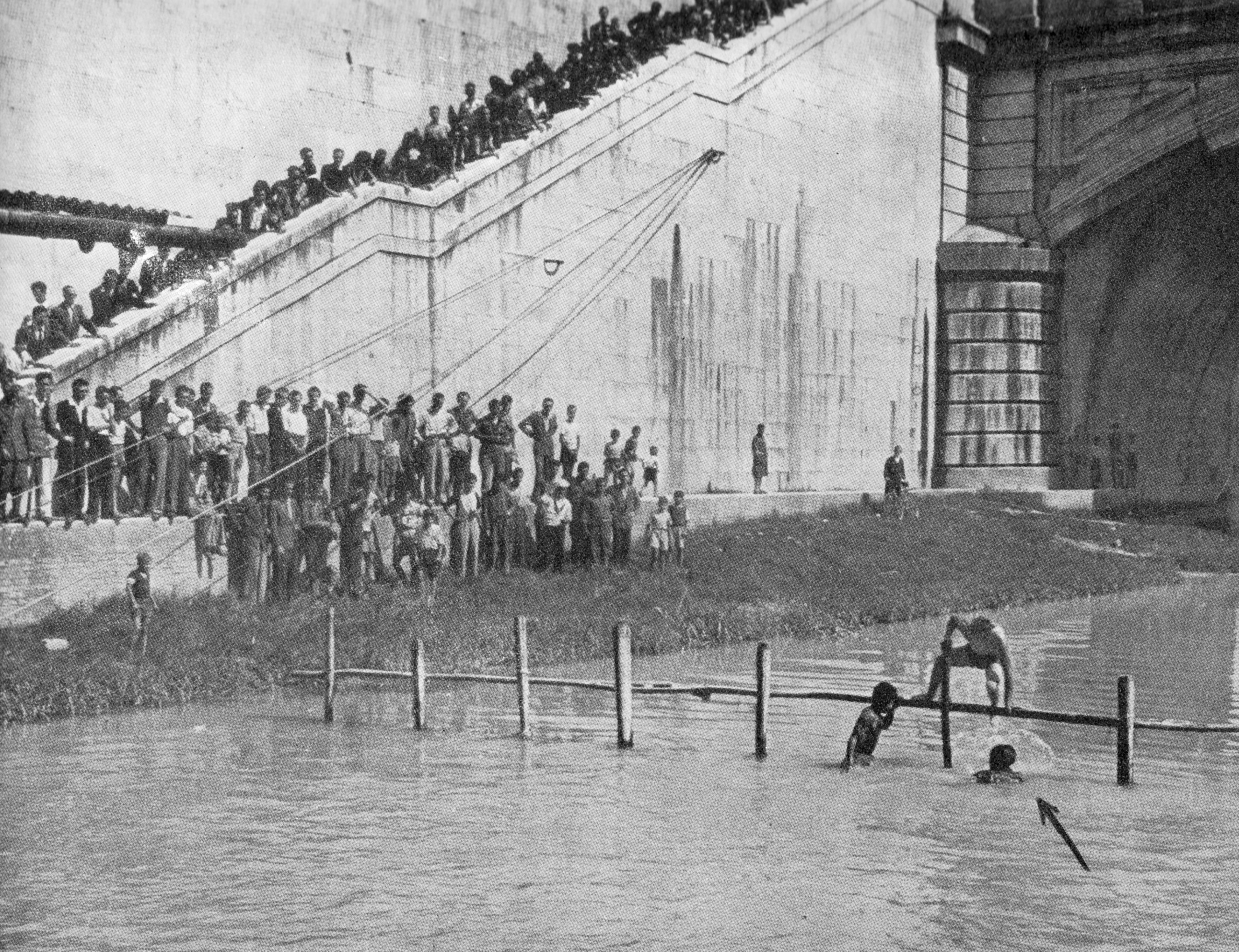
Carretta dopo essere stato gettato nel Tevere

Comparso in aula in qualità di testimone per l'accusa contro Caruso, Carretta venne riconosciuto da alcuni presenti e additato come responsabile della morte di persone detenute all'interno del carcere di Regina Coeli. Carretta tuttavia, secondo un attestato fornitogli anche dal segretario del Partito Socialista Italiano Pietro Nenni, nell'imminenza della liberazione aveva scarcerato, allo scopo di evitare possibili rappresaglie da parte di tedeschi e fascisti, tutti i detenuti, collaborando anche con il Comitato di Liberazione Nazionale.
Carretta venne assalito e a nulla valsero i tentativi di fermare la folla da parte di due ufficiali di collegamento alleati, il colonnello inglese John Pollock e il tenente statunitense Atkinson. I carabinieri presenti riuscirono brevemente a sottrarlo alla furia e a farlo salire su un'automobile, che tuttavia venne circondata dalla folla. Carretta venne trascinato sopra le rotaie della linea tramviaria per farlo investire ma il conducente, Angelo Salvatori, mostrando alla folla la tessera del Partito Comunista Italiano, si rifiutò di fare partire la macchina. Mentre gruppi di persone cercavano di spingere il tram a braccia, il conducente bloccò i freni, allontanandosi con la manovella in tasca.
Carretta venne quindi gettato nel Tevere, dove tentò ancora di salvarsi aggrappandosi dapprima a uno steccato, da cui venne fatto staccare, e successivamente a una barca, dalla quale venne ancora colpito con un remo, prima di morire. Il cadavere venne successivamente recuperato e appeso alle sbarre di una finestra del carcere di Regina Coeli dove venne visto dalla moglie, salvata a stento anche lei dal linciaggio, e solo allora la folla si disperse.

## Il processo ai responsabili
Nel 1946 fu celebrato il processo ad alcuni dei responsabili del linciaggio: Mario Sagna, Ezio Tomei e Maria Ricottini furono condannati a pene variabili dai sei agli otto anni, mentre Romeo Recchi fu assolto per insufficienza di prove. Nel 1949 i condannati fecero ricorso con l'assistenza degli avvocati Sotgiu, Barraud, Giulia, Berlinguer, Pittaluga e Maria Bassino.